# Gozle
Gözle — первая русско-туркменская поисковая система, владеющая одноимённой системой поиска в интернете, интернет-порталом и веб-службами в Туркменистане. Наиболее заметное положение занимает на рынке России и Туркменистана.
«Gözle» предлагает своим пользователям разнообразные услуги, такие как Gözle.Поиск, Gözle.Видео,  Gözle.Новости, Gözle.Диск.

## История
Поисковая система Gözle была официально анонсирована 13 июня 2021 года.
По данным Alexa, 91 % посетителей сайта являются резидентами Туркменистана и 9 % являются иностранными читателями.
Компания закрылась в июле 2024 года.